# Akari Takeshige
Akari Takeshige (Aichi, 15 januari 2003) is een voetbalspeelster uit Japan. Ze speelt als verdediger voor Feyenoord in de Vrouwen Eredivisie.

## Clubcarrière
Akari Takeshige kwam uit in de jeugd van INAC Kobe Leonessa. Voorafgaande aan het seizoen 2012/22 werd ze overgeheveld naar het eerste elftal. Op 12 september 2021 maakte ze haar debuut in de WE League. Op 23 december 2023 maakte Takeshige haar eerste doelpunt voor INAC door tot te scoren te komen in een wedstrijd tegen Ceroza Osaka.
Op 26 juli 2024 maakte Takeshige, na al een tijdje te hebben meegetraind, de overstap naar Telstar. In Velsen-Zuid tekende ze een contract tot medio 2026. Een jaar later maakte ze de overstap naar Rotterdam, waar ze een driejarig contract tekende bij Feyenoord.

## Clubstatistieken
| Seizoen | Club               | Competitie         | Wedstrijden | Doelpunten |   |
| ------- | ------------------ | ------------------ | ----------- | ---------- | - |
| 2022/23 | INAC Kobe Leonessa | WE League          | 10          | 0          |   |
| 2023/24 | INAC Kobe Leonessa | WE League          | 20          | 2          |   |
| 2024/25 | Telstar            | Vrouwen Eredivisie | 21          | 3          |   |
| 2025/26 | Feyenoord          | Vrouwen Eredivisie | 0           | 0          |   |
| Totaal  | Totaal             | Totaal             | Totaal      | 51         | 5 |

Laatste update: 7 augustus 2025
1 Weimar ·
3 Takeshige ·
4 Verspaget ·
5 Obispo ·
6 Brandau ·
7 Iwasaki ·
8 Pijnenburg ·
9 Koopman ·
10 Van de Westeringh ·
14 De Graaf ·
16 Van Eijk ·
17 Van der Sluijs ·
18 Heij ·
19 Stoit ·
21 Van Bentem ·
23 Itamura ·
24 Baptiste ·
25 Van de Lavoir ·
26 De Paus ·
27 DellaPeruta ·
28 Hulswit ·
29 Lont ·
33 Van Kerkhoven ·
42 Buabadi ·
Van Deursen ·
Dinkla ·
Coach: Torny
Assistent-coach: Pieters
Assistent-coach: Tjaden
Keeperstrainer: Van der Kaaij